# Grän
Grän è un comune austriaco di 614 abitanti nel distretto di Reutte, in Tirolo.